# Wereldkampioenschappen boogschieten 1993
De wereldkampioenschappen boogschieten 1993 waren door de Fédération Internationale de Tir à l'Arc (FITA) georganiseerde kampioenschappen voor boogschutters. De 37e editie van de wereldkampioenschappen vond plaats in de Turkse badplaats Antalya van 8 tot en met 12 september 1993. Dit waren de laatste wereldkampioenschappen zonder de compound-onderdelen.

## Medailles

### Recurve
| Onderdeel             | Goud | Goud                                        | Zilver | Zilver                                                          | Brons | Brons                                           |
| --------------------- | ---- | ------------------------------------------- | ------ | --------------------------------------------------------------- | ----- | ----------------------------------------------- |
| Mannen (individueel)  | KOR  | Park Kyung-mo                               | KOR    | Kim Kyung-ho                                                    | UKR   | Stanislav Zabrodsky                             |
| Mannen (team)         | FRA  | Sébastien Flute Lionel Torres Eric Unbekand | KOR    | Han Seung-hoon Kim Kyung-ho Park Kyung-mo                       | NED   | Marcel van Sleeuwen Erwin Verstegen Henk Vogels |
| Vrouwen (individueel) | KOR  | Kim Hyo-jung                                | KOR    | Cho Youn-jeong                                                  | KAZ   | Jana Tunianc                                    |
| Vrouwen (team)        | KOR  | Cho Youn-jeong Kim Hyo-jung Lee Eun-kyung   | RUS    | Natalja Bolotova Machloechanoem Moerzajeva Jelena Toetatsjikova | CHN   | Ma Xiangjun Wang Xiaozhu Yawen Yao              |

### Medaillespiegel
| Plaats | Land       | Goud | Zilver | Brons | Totaal |
| 1      | Zuid-Korea | 3    | 3      | 0     | 6      |
| 2      | Frankrijk  | 1    | 0      | 0     | 1      |
| 3      | Rusland    | 0    | 1      | 0     | 1      |
| 4      | China      | 0    | 0      | 1     | 1      |
| 4      | Kazachstan | 0    | 0      | 1     | 1      |
| 4      | Nederland  | 0    | 0      | 1     | 1      |
| 4      | Oekraïne   | 0    | 0      | 1     | 1      |
| Totaal | Totaal     | 4    | 4      | 4     | 12     |